# Artai
Artai és un personatge mític de la història gallega. Va ser el fill gran de Brigo, el primer poblador de Galícia. Les llegendes diuen d'ell que va ser el fundador del poble dels àrtabres, que poblaven la costa des de Betanzos fins al Cap Fisterra, i que va donar nom a la vila d'Arteixo. Va tenir una filla anomenada Celt, a qui se li atribueix ser la progenitora del poble celta.

## Història
L'historiador gallec del segle xix Benito Vicetto, a la seva obra Historia de Galicia (1865-1873), en fa una definició romàntica: «la figura d'Artai és la primera, després de la de Brigo, que descobrim entre la boira del temps. Figura bella en l'antiguitat, tanmateix la personificació completa de la raça més pura de les nostres muntanyes, la raça àrtabra». Segons Vicetto, «Artai es va distingir des de ben jove per les seves rellevants qualitats. De nen, superava les profunditats dels rius nedant amb una velocitat admirable. D'home es llançava al mar des de les penyes de la costa amb la més gran de les intrepideses, i evitava la fúria de les onades bramadores d'una manera admirable. En tots els perills, en totes les desgràcies que passaven a les ribes del nostre mar d'onades traïdores, Artai era una mena de Providència que tot ho podia remeiar, salvant als que, víctimes de la seva imprudència o ignorància, s'endinsaven massa pels arenals de la costa. Les seves gestes dignes d'aplaudiment i d'admiració se les ha de buscar a les ribes de l'oceà, on hi passava els dies nedant o pescant. En la primera cosa no hi havia ningú que l'avantatgés, ni en la segona cosa tampoc, ja que a ningú com a Artai se li donava millor omplir les cistelles de vímet amb els peixos més exquisids». Encara segons Vicetto, Artai va ser també l'introductor de la navegació a Galícia, ja que «va ser l'inventor de les primeres barques que hi va haver a les costes de Galícia, que estaven fetes de vímet i folrades de cuir».

## Antropònim
Artai és un nom masculí gallec vigent avui en dia. D'origen celto-galaic, a Espanya hi havia un total de 173 persones amb aquest nom l'1 de gener de 2015, distribuïdes entre Galícia (142: 61 a A Coruña, 17 a Lugo, 15 a Ourense i 49 a Pontevedra), Barcelona (7), Madrid (6) i 18 més repartides per altres províncies. L'edat mitjana era de 7,8 anys.